# Hårby
 Denne artikel omhandler byen Hårby. Der er også andre byer med dette navn, se Haarby.
Hårby er en landsby i Østjylland med 262 indbyggere  (2024). Hårby er beliggende seks kilometer nord for Skanderborg, 10 kilometer vest for Hørning og 25 kilometer vest for Aarhus. Byen hører til Skanderborg Kommune og er beliggende i Region Midtjylland.
Landsbyen hører til Veng Sogn.
Hårby er med i landsbyklyngen De 7 dale.